# Die Enid Blyton Abenteuer
Die Enid Blyton Abenteuer ist eine Jugendserie aus dem Jahr 1995. Die britisch-neuseeländische Koproduktion basiert auf der Abenteuer-Serie der britischen Jugendbuch-Autorin Enid Blyton.

## Hintergrund
Die Serie wurde an 358 Drehorten in Neuseeland gedreht. Sie kostete 6,2 Millionen Pfund Sterling und wurde in 45 Länder verkauft. Die Handlung eines jeden Buches wurde – außer beim ersten Band – auf drei Episoden verteilt. Die englische Originalversion mit einer Making-of Folge ist in mehreren Ländern offiziell auf Youtube verfügbar.

## Besetzung
| Rolle             | Schauspieler     | Synchronsprecher  |
| ----------------- | ---------------- | ----------------- |
| Philip Mannering  | Peter Malloch    | Christian Stark   |
| Dinah Mannering   | Alexis Jackson   | Anja Mahler       |
| Jack Trent        | David Taylor     | Tobias Schmidt    |
| Lucy-Ann Trent    | Jennyfer Jewell  | Kaya Marie Möller |
| Bill Cunningham   | Malcolm Jamieson | Eberhard Haar     |
| Allison Mannering | Kirsten Hughes   | Monika Barth      |
| Kiki              | ein Kakadu       | Achim Schülke     |